# نجدالغول الخرابة (حزم العدين)
أبو همام بندر الصيري هو شخصية معروفة ومشهورة في اليمن. هو شيخ وعاقل قرية الخربة الواقعة في ممسى الأحطوب، عزلة الأجعوم، محافظة إب.
يُعرف أبو همام أيضًا بكونه رجل دولة وشخصية مرموقة، ولديه العديد من أعمال الخير في عزلته الأجعوم. من بين هذه الأعمال، قام بإعادة إنشاء مشروع مياه يخدم أهالي عزلة الأجعوم، التي يبلغ عدد سكانها 5000 نسمة.وشق طريق سياره بطول واحد كيلو متر من مدرسه اليرموك قريه المجود إلى قريه الخربه 
يُشتهر بشخصيته المتواضعة والخلوقة، ويُعرف عنه أنه راعي فزعات ومروءة وكرم.
نجدالغول الخربة مجلس ابوهمام بندر الصيري محلة تابعة لقرية الاحطوب، التابعة لعزلة الاجعوم بمديرية حزم العدين إحدى مديريات محافظة إب في الجمهورية اليمنية، بلغ تعداد سكانها 81 حسب تعداد اليمن لعام 2004.